# Haut Comité d'évaluation de la condition militaire
Le Haut Comité d’évaluation de la condition militaire (HCECM) est un organisme indépendant, créé en 2005, qui a pour mission d'éclairer le Président de la République et le Parlement sur la situation et l'évolution de la condition militaire.

## Historique

### Compléter le dispositif de la concertation: le rapport de la commission Denoix de Saint Marc (2003)
Les modalités nouvelles d’engagement des forces, la professionnalisation des armées et les transformations des modes de vie impliquent, au début des années 2000, d’adapter le statut général des militaires promulgué en 1972. Une commission de révision du statut général des militaires est donc réunie en 2003, sous la présidence de Renaud Denoix de Saint Marc, alors vice-président du conseil d’État. 
Dans le domaine de la concertation, la commission de révision écrit dans son rapport qu' « il semble que les militaires aient, dans l’ensemble, le sentiment que l’équilibre entre les contraintes et les compensations [de la vie dans les armées] a été rompu et que la condition militaire a évolué à leur détriment au cours des dernières années ». 
Pour éviter le risque d’engendrer au fil du temps une profonde insatisfaction et de laisser une part trop grande aux impressions générales, la commission de révision recommande de « procéder à une évaluation régulière, objective et comparative de la condition militaire et de son évolution » et « d’instituer un organisme d’observation de la condition militaire, indépendant du ministère de la défense, inspiré, avec les adaptations nécessaires, de l’Armed Forces Pay Review Body (AFPRB) britannique ».

### Le statut général des militaires de 2005 et le décret du 17 novembre 2005 relatif au Haut Comité d’évaluation de la condition militaire
Reprenant la recommandation de la commission de révision, l’article 1er de la loi no 2005-270 du 24 mars 2005 portant statut général des militaires (article L4111-1 du code de la défense) dispose qu’ « un Haut Comité d’évaluation de la condition militaire établit un rapport annuel, adressé au Président de la République et transmis au Parlement. La composition du Haut Comité d’évaluation de la condition militaire et ses attributions sont fixées par décret ».
L’article 1er du décret no 2005-1415 du 17 novembre 2005 relatif au Haut Comité d’évaluation de la condition militaire (article D4111-1 du code de la défense) précise ainsi que « le Haut Comité a pour mission d’éclairer le Président de la République et le parlement sur la situation et l’évolution de la condition militaire ».
Pour ce faire, le Haut Comité élabore un rapport annuel dans lequel il « formule des avis et peut émettre des recommandations » (article D4111-2 du code de la défense).

## Terrain de la condition militaire

### Premières définitions
La notion de « condition militaire » apparait vers la fin des années 1950. Initialement d’essence quasi philosophique, elle devient rapidement pratique et identitaire à la fin des années 1960 et au début des années 1970, au moment de la création du conseil supérieur de la fonction militaire (1969) et de l’adoption du premier statut général des militaires (1972).
Alors ministre d’État chargé de la défense nationale, Michel Debré en donne la définition suivante en 1970 devant les membres du conseil supérieur de la fonction militaire : « la condition déborde le statut tel qu’il résulte de notre tradition juridique. La condition est la synthèse de nombreuses règles, de droit ou de fait, touchant aux rémunérations, aux pensions, au logement, à l’aide sociale [...] qui font que ceux qui sont dans telle ou telle catégorie sont aidés, soutenus, estimés, considérés ou, au contraire, qu’ils se trouvent dans une situation relativement moins bonne que d’autres ».
Dans un ouvrage intitulé Le statut des militaires,  Jean-Claude Roqueplo, alors directeur des affaires juridiques au ministère de la défense, précise que « définie comme l’ensemble des dispositions qui adaptent l’exercice des droits reconnus aux citoyens aux nécessités propres à l’état militaire, la condition militaire constitue une universalité d’obligations, de garanties et de compensations qui donne à la collectivité des officiers, sous-officiers et hommes du rang ses caractères propres. Elle est fondée sur la réalisation d’un équilibre entre deux tendances opposées :
- le particularisme traditionnel qui procède de la nature même de la spécialité des missions, de la discipline nécessairement rigoureuse et des conditions de vie propres aux unités des armées ;
- la nécessité de ne pas couper le personnel du reste de la nation et d’éviter à une catégorie de citoyens un isolement dangereux pour eux-mêmes et pour les autres ».

Finalement, le concept de condition militaire, tout en reposant sur une approche juridique de la situation des militaires, intègre également le ressenti, forcément subjectif, des militaires eux-mêmes sur leurs conditions de vie et de service, afin d’évaluer la juste compensation qui leur est due par la Nation. 

### Le champ d’action au sens du décret de 2005
Le décret no 2005-1415 du 17 novembre 2005 mentionné supra dispose que le Haut Comité d’évaluation de la condition militaire « prend en compte tous les aspects favorables ou défavorables, juridiques, économiques, sociaux, culturels et opérationnels susceptibles d'avoir une influence, notamment sur le recrutement, la fidélisation, les conditions de vie des militaires et de leurs familles et les conditions de réinsertion dans la société civile ». C’est la première définition juridique de la condition militaire.
Si le décret no 2005-1415 mentionne la famille des militaires, c’est bien que les exigences du service, et en particulier la mobilité géographique, ont une forte incidence sur la vie familiale. Ainsi les questions du travail du conjoint, du niveau de vie du ménage, du logement, de l’accession à la propriété, du célibat géographique, du divorce, de la scolarité des enfants et de la vie quotidienne de la famille du fait des absences, permanences ou horaires atypiques, font partie intégrante des problématiques de la condition militaire.

### Définition de la condition militaire
Reprenant pour une large part la définition proposée en décembre 2014 par le rapport au Président de la République sur le droit d’association professionnelle des militaires, la loi du 28 juillet 2015 actualisant la programmation militaire pour les années 2015 à 2019, codifiée à l'article L4111-1 du code de la défense, précise que « La condition militaire recouvre l’ensemble des obligations et des sujétions propres à l’état militaire, ainsi que les garanties et les compensations apportées par la Nation aux militaires. Elle inclut les aspects statutaires, économiques, sociaux et culturels susceptibles d’avoir une influence sur l’attractivité de la profession et des parcours professionnels, le moral et les conditions de vie des militaires et de leurs ayants droit, la situation et l’environnement professionnels des militaires, le soutien aux malades, aux blessés et aux familles, ainsi que les conditions de départ des armées et d’emploi après l’exercice du métier militaire. »

## Un outiloriginal[Interprétation personnelle?]

### Une structure indépendante dans le paysage administratif français
Un ensemble de critères concourent à conférer au Haut Comité d’évaluation de la condition militaire un haut niveau d’indépendance, en particulier le mode de désignation de ses membres, l’absence de rémunération, un accès au plus haut niveau de l’État et le libre choix des membres quant aux sujets choisis. Le Haut Comité apparaît ainsi comme une institution originale dans le paysage administratif français, tant par sa forme, sa composition, ses moyens d’action ou sa vocation.  

#### Un comité dont les membres sont nommés par le Président de la République
Le Haut Comité d'évaluation de la condition militaire est composé de dix membres nommés par décret du Président de la République :
- un membre du Conseil d'État, président, et un vice-président également membre du Conseil d'État ;
- le directeur général de l'Institut national de la statistique et des études économiques ou son représentant ;
- quatre personnalités civiles qualifiées, sur le rapport du Premier ministre ;
- trois officiers généraux en deuxième section, sur le rapport du ministre des armées.

Le mandat est de quatre années, renouvelable.
L’idée est d’instaurer une mixité entre le secteur public et le secteur privé, entre civils et militaires, afin de développer des analyses objectives et ouvertes.

#### Des membres bénévoles et une structure de support réduite
Les membres du Haut Comité d’évaluation de la condition militaire sont bénévoles. Ils se réunissent en tant que de besoin, en s’appuyant sur son secrétariat général, structure permanente très légère. Celle-ci est dirigée par un secrétaire général, membre du corps militaire du contrôle général des armées, nommé par le ministre des armées et comporte par ailleurs deux officiers ainsi qu’un assistant.
Le Haut Comité relève fonctionnellement de la Présidence de la République et s’appuie sur les moyens du ministère des armées qui fournit les crédits, l’infrastructure et le soutien nécessaires à son fonctionnement.

#### Un accès direct au chef des armées
Le Haut Comité d’évaluation de la condition militaire rend compte directement au Président de la République, chef des armées, ainsi qu’au Parlement, de ses observations, analyses et propositions. Cet accès direct est une particularité qu’il convient de souligner. 

#### Les suites données aux rapports
Les rapports du Haut Comité d'évaluation de la condition militaire sont, en premier lieu, destinés au Président de la République, qui en tire ses propres conclusions sur les suites à y donner. Ils sont également remis à l’Assemblée nationale et au Sénat, afin que les parlementaires puissent prendre connaissance des avis et propositions du Haut Comité. Ces rapports sont en outre remis au ministre des armées et au ministre de l’intérieur, au cabinet du Premier ministre, au chef d’état-major des armées, aux chefs d’état-major d’armée et au directeur général de la gendarmerie nationale. 
Le Haut Comité publie le suivi de ses recommandations dans la revue annuelle de la condition militaire et en ligne sur le portail Internet du ministère des armées.

## Membres

### 1ermandat: 2006-2010
Président
- Michel Franc, Président de section honoraire au Conseil d'État

Membres
- Jean-Michel Charpin, directeur général de l'INSEE, membre de droit, puis Jean-Philippe Cotis, directeur général de l'INSEE, membre de droit, à partir du 18 octobre 2007.
- Jean-Louis Chaussende, président du comité stratégique de KPMG
- Élisabeth Hubert, ancienne ministre, gérante de société
- Marcel Pochard, conseiller d'État
- Amiral (2e section) Alain Béreau, membre du Conseil d'analyse de la société

Membres suppléants
- Michel Pinault, conseiller d'État
- Général d'armée (2e section) Louis Zeller, conseiller maître en service extraordinaire à la Cour des comptes

### 2emandat: 2010-2014
Président
- Michel Pinault, président de la section de l'administration du Conseil d'État

Membres
- Jean-Philippe Cotis, directeur général de l'INSEE, membre de droit, puis Jean-Luc Tavernier, directeur général de l'INSEE, membre de droit à partir du 5 mars 2012
- Élisabeth Hubert, ancienne ministre, gérante de société
- Martine de Boisdeffre, conseiller d'État, présidente de la Cour administrative d'appel de Versailles
- Véronique Rouzaud, directrice des ressources humaines de Véolia Environnement, puis à compter de 2013, directrice des ressources humaines, membre du comité exécutif du groupe Aréva
- Dominique Olivier, chef d'entreprise
- Amiral (2e section) Pierrick Blairon, conseiller maître en service extraordinaire à la Cour des comptes

Membres suppléants
- Bernard Pêcheur, conseiller d'État
- Général d'armée (2e section) Thierry de Bouteiller, président du conseil d'administration de l'Établissement public d'insertion de la défense

### 3emandat: 2014-2018
Le décret no 2014-490 du 15 mai 2014 est venu modifier le décret no 2005-1415 du 17 novembre 2005 relatif au Haut Comité d’évaluation de la condition militaire en supprimant la distinction entre membres titulaires et membres suppléants. 
Président
- Bernard Pêcheur, président de section au Conseil d'État (h.)

Vice-président
- à compter du 28 juillet 2016 : Francis Lamy, conseiller d’État, président adjoint de la section de l'intérieur du Conseil d’État
- 2014-2016 : Denis Prieur, conseiller d’État honoraire

Membres
- Jean-Luc Tavernier, directeur général de l'INSEE, membre de droit
- Martine de Boisdeffre, conseiller d'État, présidente de la section du rapport et des études du Conseil d’État
- Véronique Rouzaud, directrice des ressources humaines Europe du Sud de la société Amazon
- Isabelle Delarbre, directeur de projet Achats, groupe Total
- Dominique Olivier, chef d'entreprise
- Amiral (2e section) Pierrick Blairon, ancien major-général des armées, conseiller maître (H) en service extraordinaire à la Cour des comptes
- Général (2e section) Bernard Thorette, ancien chef d’état-major de l’armée de terre, conseiller d’État honoraire, président de l’association Terre Fraternité

### 4emandat: 2018-2022
Président
- Francis Lamy, conseiller d’État, président adjoint de la section de l’intérieur du Conseil d’État

Vice-présidente
- Catherine de Salins, conseillère d’État, présidente adjointe de la section de l’administration du Conseil d’État

Membres
- Jean-Luc Tavernier, directeur général de l'INSEE, membre de droit
- Isabelle Delarbre, administrateur de sociétés, Senior advisor supply chain
- Elisabeth Grosdhomme, directeur général de Paradigmes et cætera (à compter du 9 septembre 2019). Juliette Dufourmantelle, directrice générale de Sodexo Ministères et Institutions (2018-2019)

- Dominique Olivier, chef d'entreprise
- Elodie Hemery, directrice générale de l'Institut National des Jeunes Sourds, en remplacement de Emmanuelle Pérès, directrice générale adjointe de la plateforme de la filière automobile (PFA), (J.O du 25 octobre 2021)
- Amiral (2e section) Pierrick Blairon, ancien major-général des armées, conseiller maître (H) en service extraordinaire à la Cour des comptes
- Général d’armée (2e section) Jean-Philippe Margueron, ancien inspecteur général des armées, conseiller maître (H) en service extraordinaire à la Cour des comptes

### 5emandat 2022-2026[5]
Président
- .  Catherine de Salins, conseillère d'Etat.

Vice-président :
- Terry Olson, conseiller d'Etat.

Membres
- Isabelle Delarbre, administratrice de sociétés, senior advisor supply chain
- Mme Elisabeth Grosdhomme , dirigeante de Paradigmes et caetera, société d'étude et de conseil spécialisée en prospective et innovation
- M. Yves d'Hérouville , président de l'institut des dirigeants d'associations et fondations
- Mme Cécile Wendling, directrice de la stratégie de sécurité, de l'anticipation des menaces et de la recherche pour le Groupe AXA
- Général d’armée aérienne (CPN) Éric Autellet
- Général d'armée (2e section) Éric Bellot des Minières [6]
- Général de corps d'armée (2e section) Jean-Marc Descoux

## Travaux du Haut Comité

### Méthode de travail
Le Haut Comité cherche à évaluer la condition militaire de la manière la plus objective. Il importe donc de dérouler une méthode de travail aussi « scientifique » que possible, qui permette d’établir des constats incontestables. Trois axes d’approche ont été retenus : des visites d’unités dans les armées, les services interarmées et la gendarmerie, au cours desquelles sont organisées des tables rondes catégorielles permettant aux personnes de s’exprimer hors hiérarchie ; des auditions d’autorités et de grands témoins ; la collecte de documents et de données statistiques.
Par ailleurs, des membres du Haut Comité effectuent des immersions dans des unités opérationnelles.

#### Visites dans les unités, tables rondes catégorielles: une parole libre
Tous les ans, le Haut Comité se déplace dans plusieurs unités des forces armées afin d’écouter, au cours de tables rondes catégorielles, les militaires mais aussi leurs conjoints. Afin de laisser libre cours à la parole, ces tables rondes ont lieu hors de toute présence hiérarchique. Elles permettent aux membres du Haut Comité de connaître les préoccupations des militaires et leur ressenti pour en définitive mieux appréhender certaines réalités.
Pour autant, les opinions recueillies sont par nature fragmentaires et il importe de les confronter à d’autres appréciations.  
Par ailleurs, afin d'appréhender les conditions dans lesquelles les militaires réalisent leurs missions, des membres du Haut Comité sont immergés, pendant 24 à 48 heures, au sein d'unités opérationnelles des forces armées (y compris de la gendarmerie). 

#### Auditions
Les visites dans les unités sont ainsi complétées par l’audition des plus hauts responsables des forces armées, de l'administration centrale du ministère des armées et de la gendarmerie, mais également de toute personne, qui, de par sa position, ses connaissances ou son histoire, peut contribuer utilement aux réflexions du Haut Comité.
Ces auditions, plus solennelles que les tables rondes de terrain, se déroulent en deux temps : un exposé de l’autorité sur une thématique donnée, puis un débat avec les membres du Haut Comité. 
Par l’écoute des personnes chargées de conduire des politiques, ces auditions permettent de remettre en perspective les propos entendus au sein des unités.
Le Haut Comité procède également depuis 2016 à l'audition annuelle d'une représentation du Conseil supérieur de la fonction militaire (CSFM). Cette dernière peut, en outre, demander à être entendue par le Haut Comité sur toute question générale intéressant la condition militaire (article L4124-1 du code de la défense).
Il entend dans les mêmes conditions les associations professionnelles nationales de militaires (APNM) représentatives (articles L4126-8 et L4126-9 du code de la défense).

#### Collecte d’informations et de données statistiques
Le Haut Comité rassemble par ailleurs de nombreux documents : textes législatifs et réglementaires, rapports parlementaires, réponses du ministère des armées à des questions parlementaires, avis du conseil supérieur de la fonction militaire ainsi que des documents de toute nature détenus par les administrations centrales du ministère des armées et du ministère de l’intérieur.
Les rapports font également une large place aux études statistiques, pour lesquelles il est fait appel à l’institut national de la statistique et des études économiques (Insee) et à l’observatoire économique de la défense (OED), service statistique ministériel implanté au sein du ministère des armées et dépendant de l’Insee, qui réalise plus particulièrement des études spécialisées sur la rémunération des militaires. Le département des études et des statistiques de la direction générale de l’administration et de la fonction publique est également sollicité.
Pour compléter ses investigations et actualiser les connaissances détenues, le Haut comité adresse des questionnaires à des organismes de la défense et de la gendarmerie, compétents dans le domaine traité. 

### Production

#### Intitulés des rapports[7]
- 1er rapport – février 2007 : L'attractivité de la condition militaire - Les rémunérations ;
- 2e rapport – février 2008 : La mobilité fonctionnelle et géographique des militaires - L'accompagnement de la mobilité ;
- 3e rapport – juin 2009 : La reconversion des militaires ;
- 4e rapport – janvier 2010 : Les pensions militaires de retraite ;
- 5e rapport – mai 2011 : La condition des militaires en service hors métropole ;
- 6e rapport – juillet 2012 : La condition des militaires du rang - Les rémunérations ;
- 7e rapport – juillet 2013 : Les femmes dans les forces armées françaises ;
- 8e rapport – mai 2014 : L’administration des militaires ;
- 9e rapport – juin 2015 : Les perspectives de la condition militaire (2015-2025) ;
- 10e rapport - mai 2016 : La condition des militaires engagés dans les missions de protection du territoire national et de la population ;
- 11e rapport - septembre 2017 : La fonction militaire dans la société française ;
- 12e rapport - juin 2018 : La vie des militaires et de leur famille selon le lieu d'affectation ;
- 13e rapport - juillet 2019 : La mort, la blessure, la maladie ;
- 14e rapport - juin 2020 : Les pensions militaires de retraite : finalités, état des lieux, enjeux d'une réforme;
- 15e rapport - juillet 2021 : L'emploi des militaires après leur départ des forces armées.
- 16e rapport - juillet 2022 : La mobilité des militaires.
- 17e rapport - juillet 2023 : Les officiers

#### Évolutions: séparation du rapport thématique et de la revue annuelle de la condition militaire
À côté des thématiques étudiées, le deuxième rapport (2008) a vu naître un « tableau de bord de la condition militaire » qui suit différents indicateurs (activité des armées et services, recrutement, fidélisation et départs, reconversion, rémunérations, etc.). Cette partie s’est étoffée et est devenue, dans le cinquième rapport (2011), la « revue annuelle de la condition militaire ». 
Depuis 2013, le rapport annuel est scindé en deux parties :
- la première, publiée à l'été et dénommée « rapport thématique », présente l’analyse et les recommandations du Haut Comité sur le sujet thème choisi par lui ;
- la seconde, diffusée à l’automne et dénommée « revue annuelle de la condition militaire », présente les indicateurs de la condition militaire et inclut le suivi des recommandations.

### La diffusion
Une fois remis aux autorités de l’État, le rapport annuel du Haut Comité est mis en ligne sur le site Internet du ministère des armées et de la documentation française, ainsi que sur les réseaux internes du ministère des armées et de la gendarmerie nationale.

### Auditions parlementaires
Le Président du Haut Comité est auditionné par les commissions parlementaires, la commission de la défense nationale et des forces armées de l’Assemblée nationale et la commission des affaires étrangères, de la défense et des forces armées du Sénat, pour présenter les rapports thématiques.
Il a notamment été auditionné par la commission de la défense et des forces armées de l’Assemblée nationale, le 8 juin 2016 sur le 10e rapport concernant « La condition des militaires engagés dans les missions de protection du territoire national et de la population », le 28 novembre 2017 sur le 11e rapport consacré à « La fonction militaire dans la société française » et le 29 janvier 2019 sur le 12e rapport dédié à "La vie des militaires et de leur famille selon le lieu d'affectation".